# Zlopoljac
Zlopoljac je naselje v občini Bihać, Bosna in Hercegovina. 

## Deli naselja
Donji Zlopoljac, Hukići in Zlopoljac.

## Prebivalstvo
| Pregled števila prebivalcev po letih | Pregled števila prebivalcev po letih | Pregled števila prebivalcev po letih | Pregled števila prebivalcev po letih | Pregled števila prebivalcev po letih | Pregled števila prebivalcev po letih |
| ------------------------------------ | ------------------------------------ | ------------------------------------ | ------------------------------------ | ------------------------------------ | ------------------------------------ |
| 1948                                 | 1953                                 | 1961                                 | 1971                                 | 1981                                 | 1991                                 |
| -                                    | -                                    | -                                    | 215                                  | 241                                  | 205                                  |

| Narodna sestava prebivalstva po letih                                                                                      | Narodna sestava prebivalstva po letih                                                                                         | Narodna sestava prebivalstva po letih                                                                                      |
| --- | --- | --- |
| 1971 | 1981 | 1991 |
| . skupaj: 215 Srbi 213 (99,06 %) Hrvati 0 (0,00 %) Muslimani 0 (0,00 %) Jugoslovani 1 (0,46 %) drugi in neznano 1 (0,46 %) | . skupaj: 241 Srbi 166 (68,87 %) Muslimani 63 (26,14 %) Hrvati 0 (0,00 %) Jugoslovani 12 (4,97 %) drugi in neznano 0 (0,00 %) | . skupaj: 205 Srbi 196 (95,60 %) Muslimani 7 (3,41 %) Hrvati 0 (0,00 %) Jugoslovani 0 (0,00 %) drugi in neznano 2 (0,97 %) |